# Owen Lewis
Owen Lewis (Llangadwaladr, País de Gales, 15 de dezembro de 1533 — Roma, 14 de outubro 1595) foi um bispo católico e diplomata galês, bispo da Diocese de Cassano all'Ionio e núncio apostólico na Suíça;

## Biografia
Nasceu em 1533 na pequena aldeia de Llangadwaladr, na ilha de Anglesey; em 1547 estudou no Winchester College e em 1554 no New College, em Oxford. Foi canônico oficial da catedral de Cambrai, funcionário do capítulo e arquidiácono em Hainault.
De 1580 a 1584, foi presente em Milão, provavelmente como administrador ou vigário, ao lado de são Carlos Borromeo.
Por causa de um acordo entre o papa Sisto V e Filipe II de Espanha, em 3 de fevereiro de 1588, foi eleito bispo de Cassano all'Ionio. Em 1591, ele também foi nomeado núncio apostólico na Suíça.
Ele morreu em Roma, em 14 de outubro de 1594 e foi enterrado na capela do Venerável Colégio dos Inglêses, onde um monumento foi erguido em sua memória. Em 1595, o teólogo Thomas Stapleton dedicou-lhe o Promptuarium Catholicum.